# Crumenaria choretroides
Crumenaria choretroides là một loài thực vật có hoa trong họ Táo. Loài này được Martius ex Reisseck mô tả khoa học đầu tiên.